# Valeriu Ciupercă
Valeriu Ciupercă (Moldovan Cyrillic: Валериу Чуперкэ; tiếng Nga: Валерий Николаевич Чуперка, tr. Valeriy Nikolayevich Chuperka; sinh ngày 12 tháng 6 năm 1992) là một cầu thủ bóng đá người Moldova, cũng mang quốc tịch Nga và thi đấu cho F.K. Rostov. Anh chơi ở vị trí tiền vệ trung tâm.

## Sự nghiệp
Anh ra mắt tại Giải bóng đá ngoại hạng Nga cho F.K. Krasnodar vào ngày 13 tháng 5 năm 2012 trong trận đấu với P.F.K. Spartak Nalchik.
Vào ngày 2 tháng 7 năm 2014, Ciupercă ký bản hợp đồng 3 năm cùng với Anzhi Makhachkala.
Vào ngày 27 tháng 5 năm 2016, anh ghi bàn thắng quyết định cho F.K. Tom Tomsk trong chiến thắng lượt về play-off thăng hạng 2-0 trước F.K. Kuban Krasnodar, giúp Tom lên chơi tại Giải bóng đá ngoại hạng Nga.
Vào ngày 10 tháng 1 năm 2018, Ciupercă ký một bản hợp đồng 2,5 năm cùng với F.K. Rostov.

## Thống kê sự nghiệp

### Câu lạc bộ
Tính đến 13 tháng 5 năm 2018
| Câu lạc bộ             | Mùa giải             | Giải vô địch                            | Giải vô địch | Giải vô địch | Cúp     | Cúp       | Châu lục | Châu lục  | Khác    | Khác      | Tổng cộng | Tổng cộng |
| Câu lạc bộ             | Mùa giải             | Hạng đấu                                | Số trận      | Bàn thắng    | Số trận | Bàn thắng | Số trận  | Bàn thắng | Số trận | Bàn thắng | Số trận   | Bàn thắng |
| ---------------------- | -------------------- | --------------------------------------- | ------------ | ------------ | ------- | --------- | -------- | --------- | ------- | --------- | --------- | --------- |
| FC Academia Chișinău   | 2009–10              | Giải bóng đá hạng nhất quốc gia Moldova | 23           | 0            | 0       | 0         | –        | –         | –       | –         | 23        | 0         |
| FC Academia Chișinău   | 2010–11              | Giải bóng đá hạng nhất quốc gia Moldova | 30           | 2            | 0       | 0         | –        | –         | –       | –         | 30        | 2         |
| FC Academia Chișinău   | 2011–12              | Giải bóng đá hạng nhất quốc gia Moldova | 14           | 3            | 0       | 0         | –        | –         | –       | –         | 14        | 3         |
| F.K. Krasnodar         | 2011–12              | Giải bóng đá ngoại hạng Nga             | 1            | 0            | –       | –         | –        | –         | –       | –         | 1         | 0         |
| FC Yenisey Krasnoyarsk | 2012–13              | FNL                                     | 5            | 0            | 0       | 0         | –        | –         | –       | –         | 5         | 0         |
| FC Academia Chișinău   | 2012–13              | Giải bóng đá hạng nhất quốc gia Moldova | 9            | 3            | 0       | 0         | –        | –         | –       | –         | 9         | 3         |
| FC Academia Chișinău   | Tổng cộng (2 spells) | Tổng cộng (2 spells)                    | 76           | 8            | 0       | 0         | 0        | 0         | 0       | 0         | 76        | 8         |
| F.K. Krasnodar         | 2013–14              | Giải bóng đá ngoại hạng Nga             | 0            | 0            | 0       | 0         | –        | –         | –       | –         | 0         | 0         |
| F.K. Krasnodar         | Tổng cộng (2 spells) | Tổng cộng (2 spells)                    | 1            | 0            | 0       | 0         | 0        | 0         | 0       | 0         | 1         | 0         |
| F.K. Krasnodar-2       | 2013–14              | PFL                                     | 14           | 2            | –       | –         | –        | –         | –       | –         | 14        | 2         |
| P.F.K. Spartak Nalchik | 2013–14              | FNL                                     | 11           | 1            | –       | –         | –        | –         | –       | –         | 11        | 1         |
| F.K. Anzhi Makhachkala | 2014–15              | FNL                                     | 20           | 0            | 2       | 0         | –        | –         | –       | –         | 22        | 0         |
| F.K. Tom Tomsk         | 2015–16              | FNL                                     | 17           | 0            | 1       | 0         | –        | –         | 2       | 1         | 20        | 1         |
| F.K. Tom Tomsk         | 2016–17              | Giải bóng đá ngoại hạng Nga             | 18           | 0            | 0       | 0         | –        | –         | –       | –         | 18        | 0         |
| F.K. Tom Tomsk         | Tổng cộng            | Tổng cộng                               | 35           | 0            | 1       | 0         | 0        | 0         | 2       | 1         | 38        | 1         |
| FC Baltika Kaliningrad | 2017–18              | FNL                                     | 12           | 1            | 0       | 0         | –        | –         | –       | –         | 12        | 1         |
| F.K. Rostov            | 2017–18              | Giải bóng đá ngoại hạng Nga             | 1            | 0            | –       | –         | –        | –         | –       | –         | 1         | 0         |
| Tổng cộng sự nghiệp    | Tổng cộng sự nghiệp  | Tổng cộng sự nghiệp                     | 175          | 12           | 3       | 0         | 0        | 0         | 2       | 1         | 180       | 13        |